# Giuseppe Acerbi
Giuseppe Acerbi (Castel Goffredo, Mantua, 3 de mayo de 1773 - ibíd., 25 de agosto de 1846) fue un explorador, naturalista, arqueólogo, diplomático y un propietario de tierras italiano.

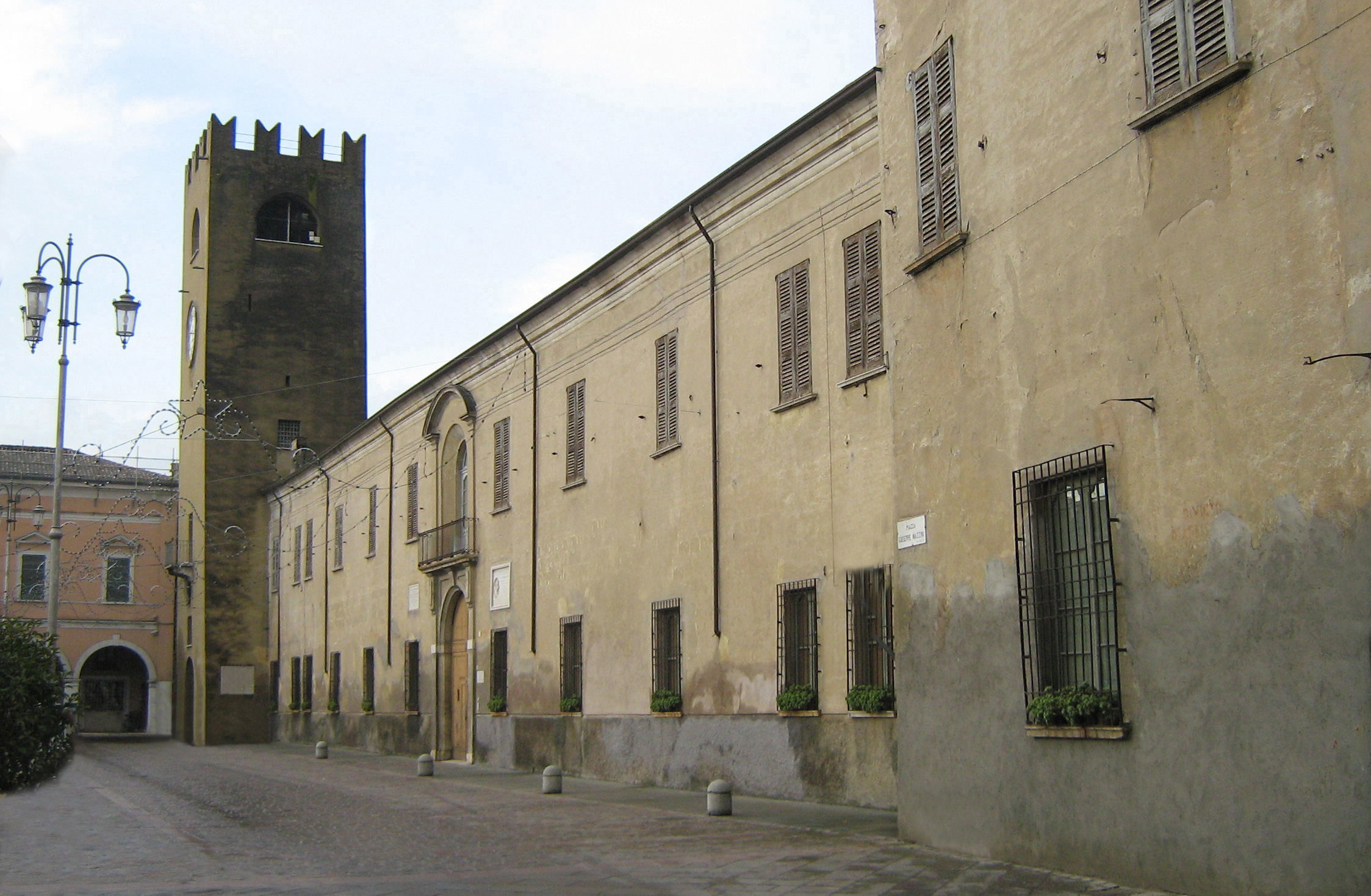
Castel Goffredo, Palacio Gonzaga-Acerbi

## Biografía
Es educado por sus padres, y luego por un tutor, y se diploma en derecho en 1794, en la universidad de Padua. Conocedor de las más importantes lenguas europeas, estaba políticamente cerca de los jacobinos.
Efectúa un gran viaje al norte de Europa en 1798, visita Suecia, Finlandia, Laponia y el cabo Norte, con Bernardo Bellotti, hijo de un banquero de Brescia. En Suecia incorporan a la expedición a un meteorólogo, un médico, un entomólogo y un botánico. Su informe del viaje se publica en inglés en dos volúmenes con el título de Travels through Sweden, Finland and Lappland to the North Cape, in the years 1798-1799; y traducido al alemán y al francés. Allí aparecen sus observaciones de los pueblos autóctonos, de su cultura y su moral. Fue el primero en describir el sauna finlandés y de utilizarlo, y de transcribir poesías del norte de Finlandia, aún muy conocidas en ese país : Jos mun tuttuni tulisi (Si mi bien amado viniese), Ia ninna nanna Nuku, nuku nurmilintu (Dors, dors, pequeño pájaro), y el poema de Antti Keksi sobre la inundación del río Tornio en 1677, devenida en canto religioso. Y registra la melodía de la canción Älä sure Suomen kansa (No temas, pueblo de Finlandia), así como las melodías del Kalevala. Era más conocido en Finlandia que en su país natal.
Se hace célebre por esas obras, y se lo invita a los salones aristocráticos, conociendo muchos personajes importantes, como Goethe, Madame de Staël, Malthus y Klopstock. Resulta parte de una delegación de la República Cisalpina, encontrándose con Napoléon Bonaparte en París.
En su libro critica fuertemente al gobierno sueco, lo que genera una protesta contra él ; el gobierno francés sostenía a los suecos, y Acerbi es arrestado en París y sus revistas confiscadas. Ese incidente le trae consecuencias de terminar su carrera diplomática ; retorna a Castel Goffredo, donde se dedica como plantador de viñas, y a escribir su obra Delle viti italiane (De las viñas italianas).
Es posiblemente el rencor por la humillación pública en París que cambia de ideas políticas ; en 1814 está presente en el Congreso de Viena y es nombrado cónsul general de Austria en Lisboa por Metternich. Pero no verá jamás, la capital portuguesa porque se decide a permanecer en Milán para dirigir la revista La Biblioteca italiana que aparece a partir de 1816, financiada por el gobierno austriaco.
En septiembre de 1825 cesa la revista porque es nombrado cónsul de Austria en Alejandría, en Egipto ; Robustiano Gironi y Francesco Carlini lo reemplazan. Visita ese país así como la Nubia y recolecta numerosas antigüedades todas en compañía de la célebre expedición del egiptólogo francés Jean-François Champollion.
Comienza a padecer de sus ojos, y retorna a Italia en 1834, siendo consejero del gobierno de Austria en Venecia. En 1836 se retira definitivamente a Castel Goffredo. En su último decenio de su vida administra sus bienes, trabaja con gusanos de seda y escribe sus crónicas de sus viajes a Egipto, que no finaliza antes de su muerte en 1846.

## Honores
El Premio Acerbi, un premio literario internacional, fue nombrado en su honor. Es otorgado por la comuna de Castel Goffredo cada año.

### Eponimia
- (Lamiaceae) Volkameria acerbiana Vis.[1]
- (Scrophulariaceae) Kickxia acerbiana (Boiss.) Täckh. & Boulos [2]
- (Scrophulariaceae) Linaria acerbiana Boiss.[3]

## Algunas publicaciones
- Travels through Sweden, Finland and Lapland, to the North Cape in the years 1798 and 1799, Londres, 1802
- Delle viti italiane o sia materiali per servire alla classificazione, Milán, 1825
- Studi e lavori fatti in Egitto intorno la spiegazione de' geroglifi da' viaggiatori e principalmente dalla Commissione franco- toscana sotto la direzione del celebre M. Champollion minore. In: , scienze ed arti. Tomo LVI. Milán 1829
- Descrizione della Nubia e dell'Egitto monumentale secondo le scoperte del sig. Vhampollion. In: In: Bibliotheca italiana (wie vor), Tomo LIX, Milán 1830
- Viaggio al Capo Nord fatto l'anno 1799, compendiato e per la prima volta pubblicato in Italia da Giuseppe Belloni antico militare italiano, Milán, 1832
- Viaggio a Roma e a Napoli, 1834
- Materiali per servire ai progressi della geografia dell'Africa centrale. 1840
- Il Giornale di Vienna di Giuseppe Acerbi: settembre-dicembre 1814, Milán, 1972

Compuso muchas piezas de música : tres cuartetos para clarinete, tres terzetti italianos para canto y piano, tres dúos para flauta y un quinteto para clarinete.
- La abreviatura «Acerbi» se emplea para indicar a Giuseppe Acerbi como autoridad en la descripción y clasificación científica de los vegetales.[4]

## Abreviatura (zoología)
La abreviatura Acerbi  se emplea para indicar a Giuseppe Acerbi como autoridad en la descripción y taxonomía en zoología.

### Fuente
Traducciones de los Arts. en lengua italiana y francesa de Wikipedia